# 北海道常呂高等学校

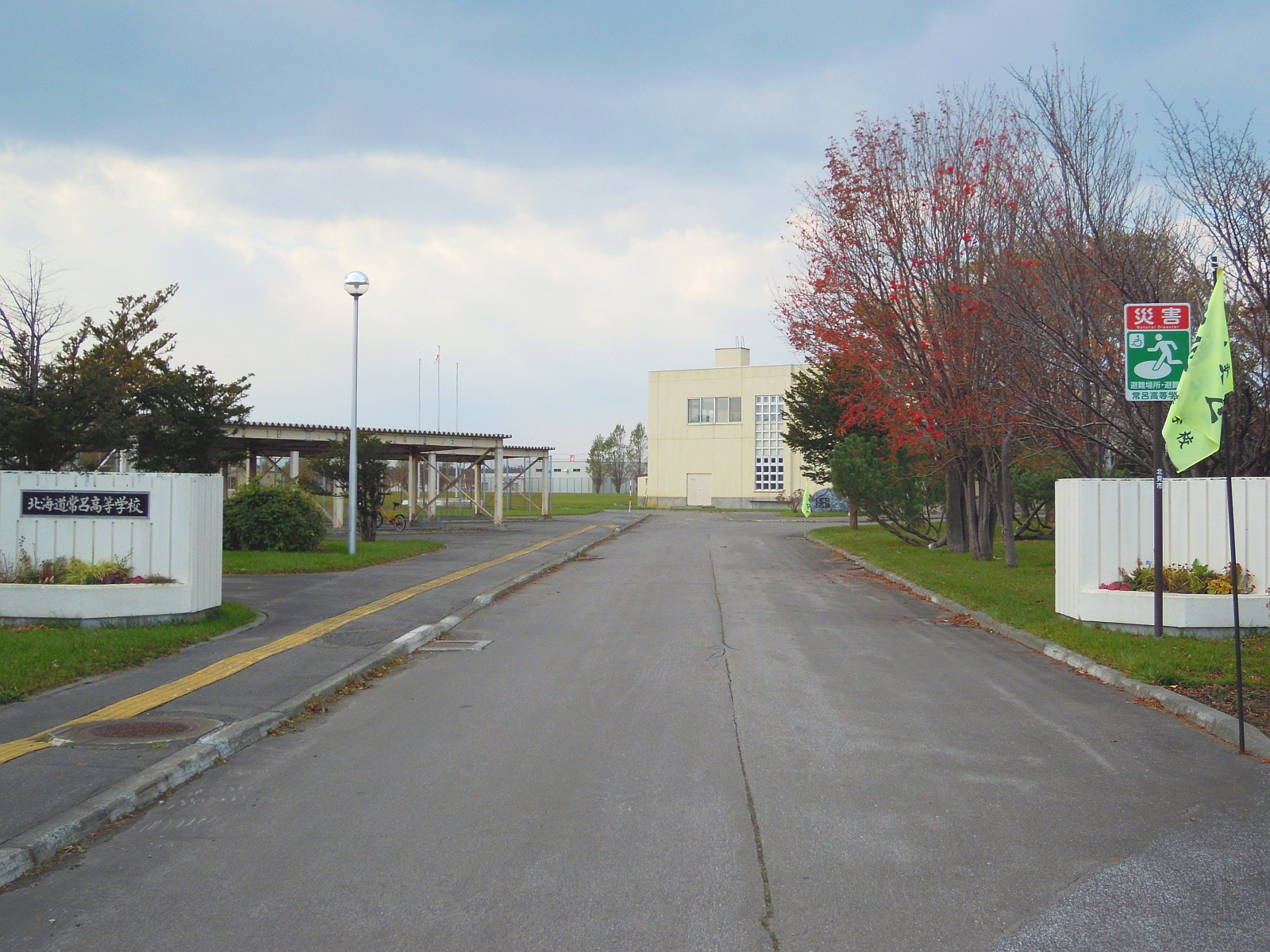
常呂高校校門

北海道常呂高等学校（ほっかいどうところこうとうがっこう、Hokkaido Tokoro High School）は、北海道北見市にある公立（道立）の高等学校である。全日制普通科。

## 沿革
- 1948年 - 北海道立網走高等学校（現在の網走南ヶ丘高）の常呂分校として設置
- 1953年 - 北海道常呂高等学校として独立

## 校訓
- 「流汗克己」

## アクセス
- 北見駅より - 車で約50分(41.9km)。バスで常呂消防署前下車（乗車時間約1時間12分）下車後徒歩5分[1]
- 網走駅より - 車で約40分(29km)。バスで常呂バスターミナル下車（乗車時間約50分）下車後徒歩10分[1]

## 部活動
- 音楽同好会
- 陸上競技部
- ボランティア局
- 茶道同好会
- カーリング部（校外活動）

## 主な出身者

### カーリング選手
- 近江谷好幸（1998年長野オリンピック カーリング日本代表）
- 敦賀信人（1998年長野オリンピック カーリング日本代表）
- 関和章子（1998年長野オリンピック・2002年ソルトレイクシティオリンピック カーリング日本代表）
- 小笠原歩（2002年ソルトレイクシティオリンピック・2006年トリノオリンピック・2014年ソチオリンピック カーリング日本代表）
- 船山弓枝（2002年ソルトレイクシティオリンピック・2006年トリノオリンピック・2014年ソチオリンピック カーリング日本代表）
- 本橋麻里（2006年トリノオリンピック・2010年バンクーバーオリンピック・2018年平昌オリンピック カーリング日本代表）
- 小野寺佳歩（2014年ソチオリンピック カーリング日本代表）
- 吉田夕梨花（2018年平昌オリンピック カーリング日本代表）
- 吉村紗也香（冬季ユニバーシアード カーリング日本代表）
- 石垣真央（2018年世界女子カーリング選手権大会日本代表）
- 相田晃輔（2019年世界男子カーリング選手権大会日本代表）

### その他
- 辻直孝（北見市長）